# Вайнберг, Джей
Джей Вайнберг (род. 8 сентября 1990) — американский музыкант, бывший барабанщик группы Slipknot.

## Биография
Джей родился в Мидлтауне, штат Нью-Джерси, 8 сентября 1990 года. Его отцом является Макс Вайнберг, барабанщик группы The E-Street Band, а матерью бывшая учительница Ребекка.
В феврале 2010 года Вайнберг начал играть с хардкор-панк-группой Madball. В июне этого же года было объявлено, что он станет барабанщиком для их предстоящего тура и альбома Empire. Однако в сентябре группа уволила его.
В ноябре 2010 года было объявлено, что Джей будет играть в группе Against Me! на их предстоящих концертах 2011 года, заменяя Джорджа Ребелло, пока последний находится в гастролях со своим другим коллективом — Hot Water Music. В конце 2011 года Against Me! начали запись нового альбома, в котором принял участие и Вайнберг. Но в декабре 2012 года, не уведомив других участников, Джей в Twitter объявил, что покидает коллектив. Он пожелал группе всего наилучшего, но в ответ участники опубликовали фото драм-машины.
В мае 2013 года Jay Weinberg заменил барабанщика Kvelertak во время Северо-Американского тура группы.

## Slipknot
В 2014 году Джей принял участие в записи пятого альбома Slipknot .5: The Gray Chapter и в последующем туре, заменив ушедшего по причине состояния здоровья в 2013 году Джои Джордисона. Его личность долго держалась в секрете, пока драм-техник (который до этого занимался установкой ударных для нового барабанщика и который был впоследствии уволен) не выложил в свой Instagram список, в который заносят участников группы, среди которых числился и Вайнберг, после чего не осталось сомнений касательно того, что Джей действительно является новым барабанщиком группы. Помимо упомянутого .5: The Gray Chapter, Джей записал с Slipknot ещё два студийных альбома We Are Not Your Kind и The End, So Far. 3 ноября 2023 года отыграл последний концерт в составе группы.

### Маска
В эру альбома .5: The Gray Chapter Джей носил тканевую маску с молнией на рту и девятиконечной звездой на лбу, являющейся одной из эмблем Slipknot. В конце 2015 года Вайнберг изменил её, добавив сильные потертости, из-за чего на ней появились широкие белые полосы. В эпоху шестого альбома Джей носил маску-копию одной из масок Пола Грея, причём на лбу один из логотипов группы в виде девяти лучей. Рот закрыт скобами, а по бокам видны куски ткани. Иная вариация маски эпохи The End So Far обрела белый цвет и другую форму глаз, а на рту появились прорези, как это сделано на маске гитариста Мика Томсона.

## Дискография
The Reveling
- The Reveling (2008)
- 3D Radio (2009)

Madball
- Empire (2010)

Against Me!
- Russian Spies / Occult Enemies (2011) (внеальбомный сингл)

Hesitation Wounds
- Hesitation Wounds (2013)
- Awake For Everything (2016)

Slipknot
- .5: The Gray Chapter (2014)
- Day of the Gusano: Live in Mexico (2017) (концертный альбом)
- All Out Life (2018) (внеальбомный сингл)
- We Are Not Your Kind (2019)
- The End, So Far (2022)